# Église Sainte-Agathe de La Brillanne
L'église Sainte-Agathe, est une église de style roman située sur la commune de La Brillanne dans le département des Alpes-de-Haute-Provence en France.

## Histoire
L’église paroissiale Sainte-Agathe est construite au XVIIe siècle. 

## Architecture
Avec trois travées dotées d’arcs de décharge. La première travée, plus récente, plus étroite et sans arc de décharge, date du XIXe siècle. Les fonts baptismaux sont placés dans une chapelle particulière. Le portail d’accès est sur la façade sud.
L'église est de style roman et son clocher néo-roman.

## Mobilier
La cloche date de 1613 ; le tableau de la Vierge date du XVIIIe siècle : c’est une huile sur bois, classée au titre objet. Un autre tableau de 1866 représente le baptême du Christ, sous l’Esprit de Dieu symbolisé par une colombe.

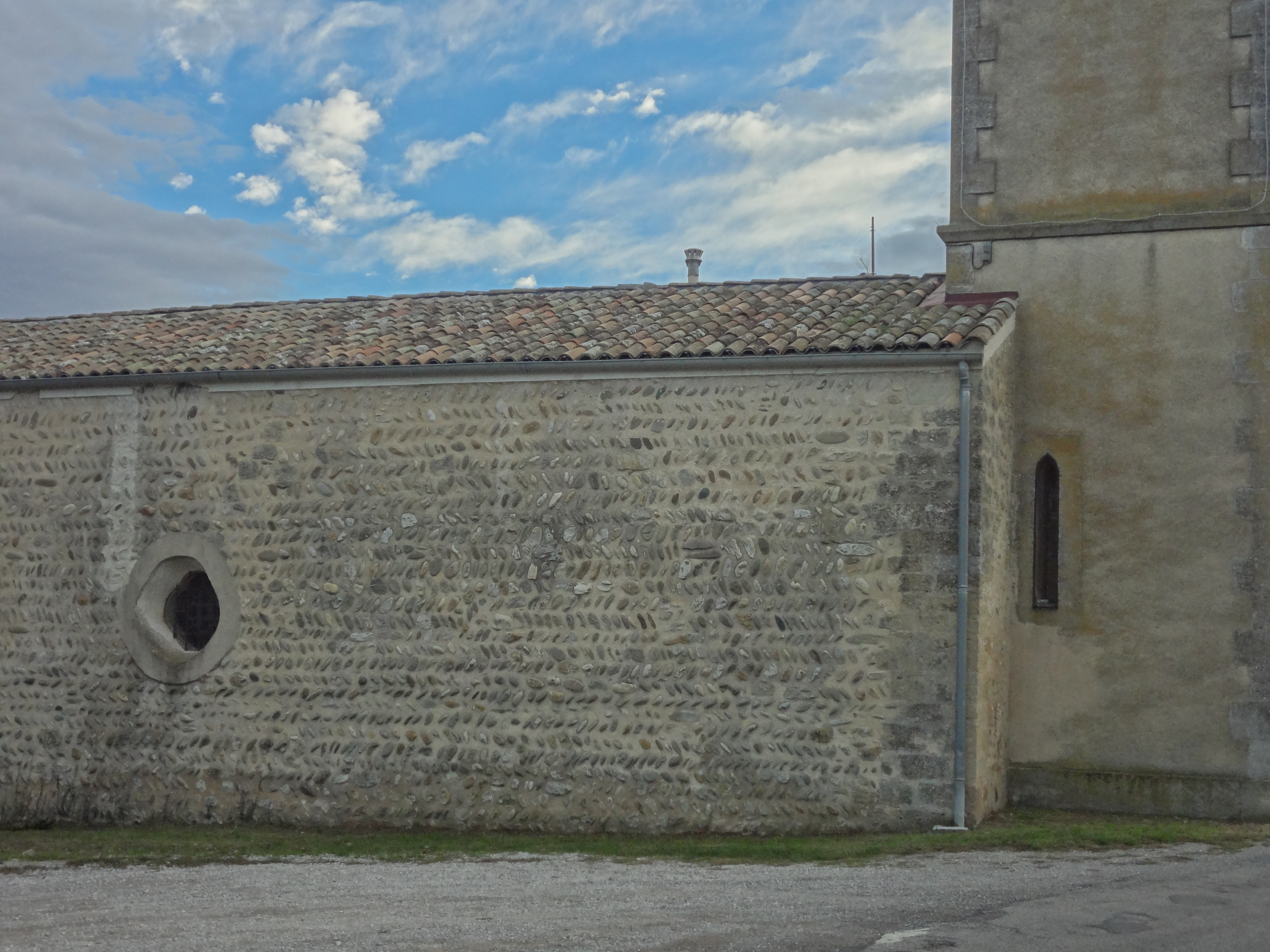
Détail de l’appareillage des galets en opus spicatum.
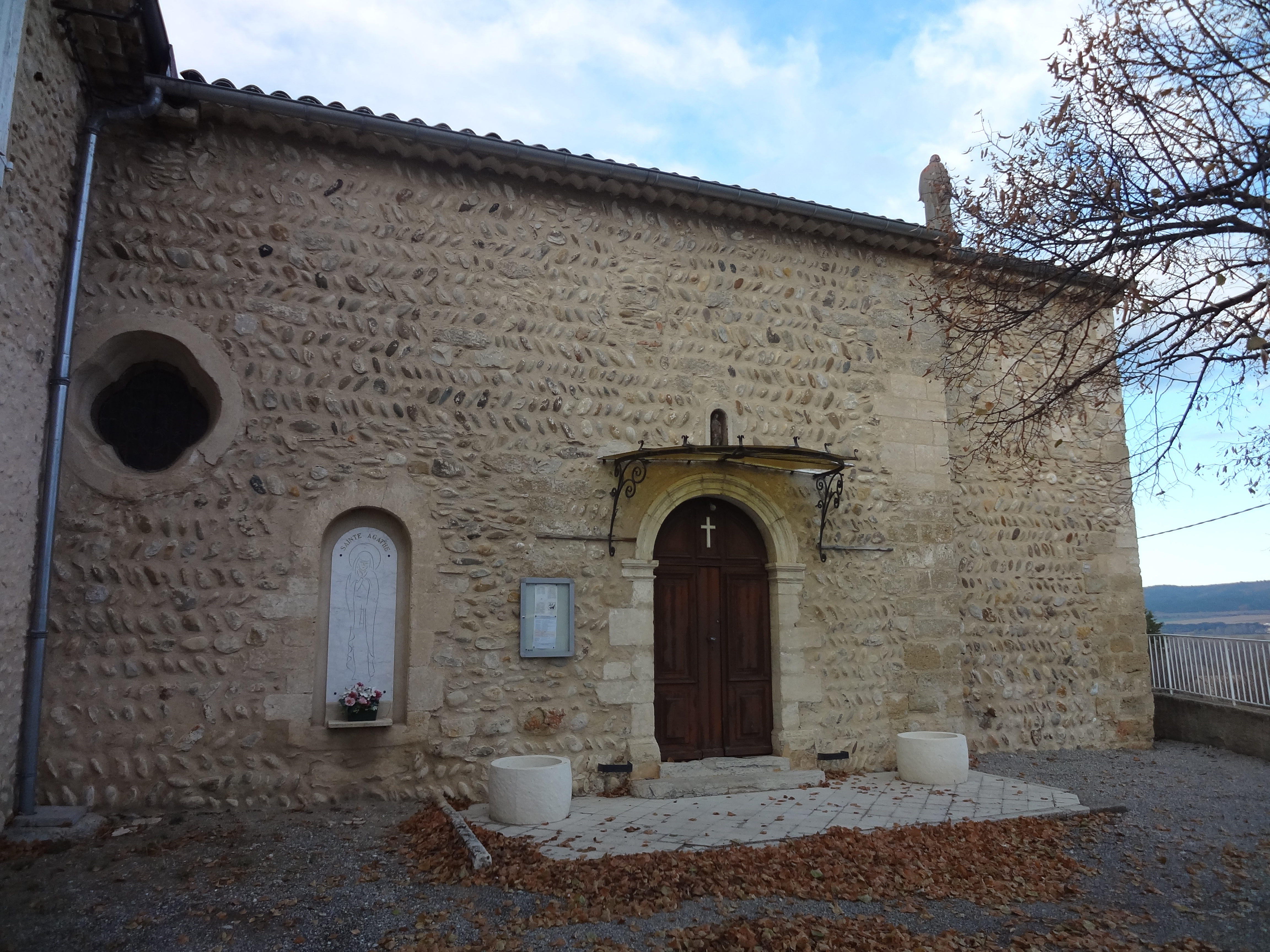
Façade méridionale.
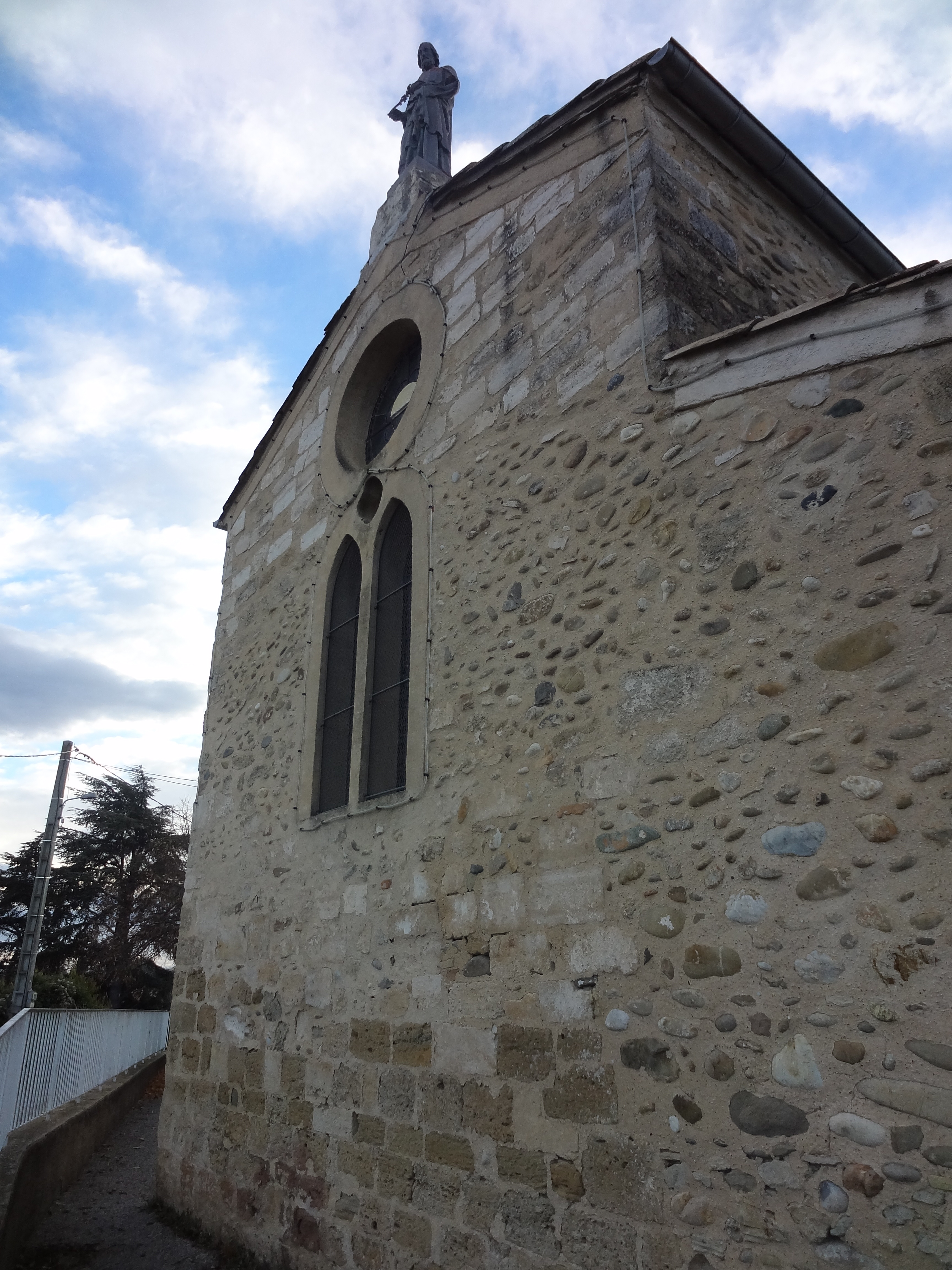
Façade orientale.